# Entre-deux-Mers

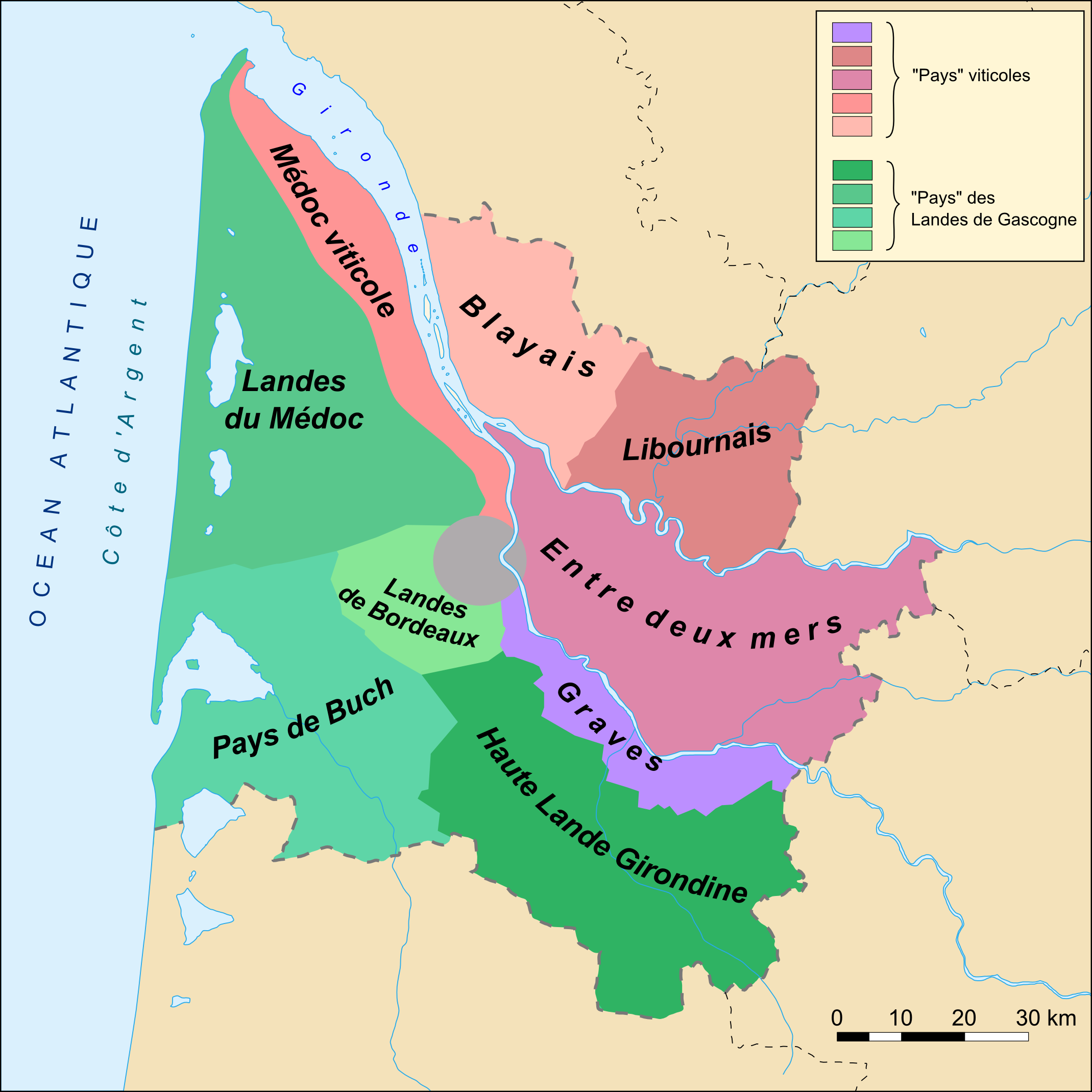
Mapa de la Gironda.

Entre-deux-Mers (en francés literalmente, "entre dos mares") es una región del departamento francés de la Gironda, situada sobre un plegamiento comprendido entre la Dordoña y el Garona.
Recorrido por su numerosos pequeños afluentes, ofrece un paisaje muy ondulado. El nombre Entre-deux-Mers procede de los efectos del fenómeno de macareo, durante el cual el mar remonta los cursos del Garona y del Dordoña (que son, en realidad, considerados mares interiores) a lo largo de varios kilómetros. 
Entre-deux-Mers limita al sur con el Bazadais, al oeste con el Bordelés, al norte por el Fronsadais, Libournais y Castillonnais y por fin se prolonga al esta hacia el Périgord. 
El sureste de la región se llama Haut Entre-deux-Mers ("Alto Entre dos Mares"). Este pequeño país centrado en el bajo valle de Dropt, prolonga al norte el Bazadais. En el siglo XIII formaba parte de Novempopulania mientras que el oeste de la región, como el Bordelés, se asignaba a Aquitania secunda. Esta región de tradición gascona, forma parte de la Guyena girondina. 

## VinoEntre-deux-mers
La expresión Entre-deux-mers se ha popularizado sobre todo gracias a la denominación vitícola de vino blanco seco correspondiente a esta región (con las Premières côtes de Bordeaux y las apelaciones de vino espumoso hecho en Sauternes.
La denominación de origen Entre-deux-Mers es una de las más grandes en la región de Burdeos, siendo responsable de tres cuartas partes del vino que se vende con la denominación genérica de las etiquetas Bordeaux AOC o Bordeaux supérieur.
Las denominaciones de origen (AOC) de la región Entre-deux-Mers:
- Entre-deux-Mers[2]
- Graves de Vayres
- Premières Côtes de Bordeaux
- Cadillac
- Loupiac
- Sainte-Croix-du-Mont
- Haut-Benauge
- Côtes de Bordeaux-Saint-Macaire
- Sainte-Foy-Bordeaux